# Ferrovia Precenicco-Gemona del Friuli
La ferrovia Precenicco-Gemona del Friuli è una linea ferroviaria italiana progettata e in parte costruita del Friuli-Venezia Giulia. 
Avrebbe unito la cittadina di Gemona del Friuli, nella zona pedemontana, con Precenicco, a pochi chilometri dal mare.

## Storia
La linea fu progettata e ideata dall'ingegnere e imprenditore Enrico De Rosmini che propose il progetto al Ministero dei Trasporti una prima volta nel 1913 e successivamente nel 1915.
Il progetto fu in seguito approvato e i lavori concessi in gestione ad un consorzio nato tra varie imprese. Tuttavia, anche a causa delle conseguenze economiche post-belliche, furono posti solo i primi chilometri di binari, nel 1924, in uscita dalla stazione di Gemona del Friuli, che oggi sono stati in parte rimossi.
Nel 1922 i sindaci dei comuni interessati si riunirono per discutere, preoccupati dal progetto della ferrovia. L'intenzione dei promotori era quella di unire, oltre quelli già collegati dal progetto, grossi centri del Friuli, i quali avrebbero dovuto accrescere l'importanza della linea, il traffico ed accontentare anche tutti i comuni, quale ad esempio Latisana, all'epoca importante centro agricolo della bassa pianura Friulana.
Osoppo proponeva modifiche al tracciato tali da includere Majano e ricongiungersi in parte alla ferrovia Gemona del Friuli-Casarsa, con risparmio di terreni e milioni.
La relazione economica, tecnica e finanziaria viene solo accennata.
Il sindaco di Osoppo e un ingegnere sono investiti da feroci critiche: nessuna modifica. Molti degli invitati passano a toni aggressivi e minacciosi, tanto che l'ostruzionismo era premeditato e non si volle nemmeno udire la lettura della lettera inviata dal Ministero dei lavori pubblici. La missiva ministeriale recitava: "Ove tali modifiche risultino ammissibili, tanto dal lato tecnico tanto da quello finanziario, potranno essere presi accordi con il consorzio concessionario per la loro esecuzione".
La riunione si sciolse con un nulla di fatto.

## Caratteristiche
| Continuation backward |

| Station on track |

|  | Unknown route-map component "ABZgl" | Unknown route-map component "CONTfq" |

| Unknown route-map component "CONTgq" | Unknown route-map component "xABZgr" |  |

| Unknown route-map component "exWBRÜCKE1" |

| Unknown route-map component "exHST" |

| Unknown route-map component "exCONTgq" | Unknown route-map component "exKRZo" | Unknown route-map component "exCONTfq" |

| Unknown route-map component "exBHF" |

| Unknown route-map component "uexCONTgq" | Unknown route-map component "exmKRZ" | Unknown route-map component "uexCONTfq" |

| Unknown route-map component "exBHF" |

| Unknown route-map component "exHST" |

| Unknown route-map component "exHST" |

| Unknown route-map component "exBHF" |

| Unknown route-map component "exHST" |

| Unknown route-map component "exBHF" |

| Unknown route-map component "exHST" |

| Unknown route-map component "CONTgq" | Unknown route-map component "xABZg+r" |  |

| Station on track |

|  | Unknown route-map component "xABZgl" | Unknown route-map component "CONTfq" |

| Unknown route-map component "exHST" |

| Unknown route-map component "exBHF" |

| Unknown route-map component "exCONTgq" | Unknown route-map component "exKRZo" | Unknown route-map component "exCONTfq" |

| Unknown route-map component "exBHF" |

| Unknown route-map component "exHST" |

| Unknown route-map component "CONTgq" | Unknown route-map component "xKRZo" | Unknown route-map component "CONTfq" |

| Unknown route-map component "exKBHFe" |

La ferrovia si sarebbe staccata dalla stazione di Gemona del Friuli tra le diramazioni per Pinzano e per Udine. Avrebbe poi proseguito verso Majano e San Daniele del Friuli, dove avrebbe cambiato direzione verso Flaibano e Sedegliano, fino a giungere alla stazione di Codroipo, dove avrebbe incrociato la ferrovia Venezia-Udine. Da Codroipo sarebbe poi scesa verso Rivignano e Teor, per giungere infine a Precenicco.